# Telč
Telč és una ciutat del sud-est de Moràvia, prop de Jihlava, a la regió de Vysočina, República Txeca. Està inscrita a la llista del Patrimoni de la Humanitat des del 1992.

## Història
Telč va ser fundada a mitjan segle xiv, però els vestigis d'estil romà de la torre de l'Esperit Sant ens indiquen que en el lloc ja existien assentaments humans amb anterioritat.

## Cultura i patrimoni de la ciutat
La ciutat té un castell construït per Zacarías de Hradec.
A la plaça Major (Náměstí Zacharias z Hradce), encara es conserven en perfecte estat un nodrit grup d'edificis residencials d'estil renaixentista.
L'església de l'Ascensió de Maria i els murs de la ciutat són d'estil gòtic.